# IDA 71U
Aparatul recirculator de respirat sub apă IDA-71U în circuit mixt, a fost fabricat în U.R.S.S. și a intrat în dotarea submariniștilor din Forțele Navale Române, fiind utilizat ca aparat de salvare de pe submarin, datorită faptului că acest aparat a fost conceput să lucreze fără a fi necesare paliere de decompresie, ci numai respectarea unei anumite viteze de ridicare. 

În prezent aparatul este scos din dotarea Forțelor Navale Române fiind înlocuit cu aparate mai moderne conform normelor NATO.

## Date tehnice
Aparatul cu circuit mixt IDA-71U se compune din două butelii de 1 l fiecare încărcate la presiunea de 200 bar, una pentru oxigen și una pentru amestec respirator azot-oxigen (Nitrox) cu concentrația maximă a oxigenului din amestec de 40% (rO2 = 0,4).
Din acest aparat se poate respira oxigen pur până la adâncimea de 15 m, după ce s-a depășit această adâncime, intră în funcțiune mecanismul de alimentare cu Nitrox.

La revenirea la suprafață, se produce fenomenul invers, în jurul adâncimii de 12 m se blochează alimentarea aparatului cu amestec Nitrox, scafandrul respirând oxigen pur.
După terminarea războiului rece, un mare număr de aparate IDA 71U au fost achiziționate și aduse în Europa de Vest și S.U.A. pentru a fi  modificate în recirculatoare civile.